# Kamen Rider Fourze
Kamen Rider Fourze (jap. 仮面ライダーフォーゼ Kamen Raidā Fōze; czyt. for'ze lub fołze) – japoński serial tokusatsu, dwudziesta druga odsłona serii Kamen Rider. Serial został stworzony przez Toei Company. Emitowany był na kanale TV Asahi od 4 września 2011 do 26 sierpnia 2012 roku, liczył 48 odcinków. 

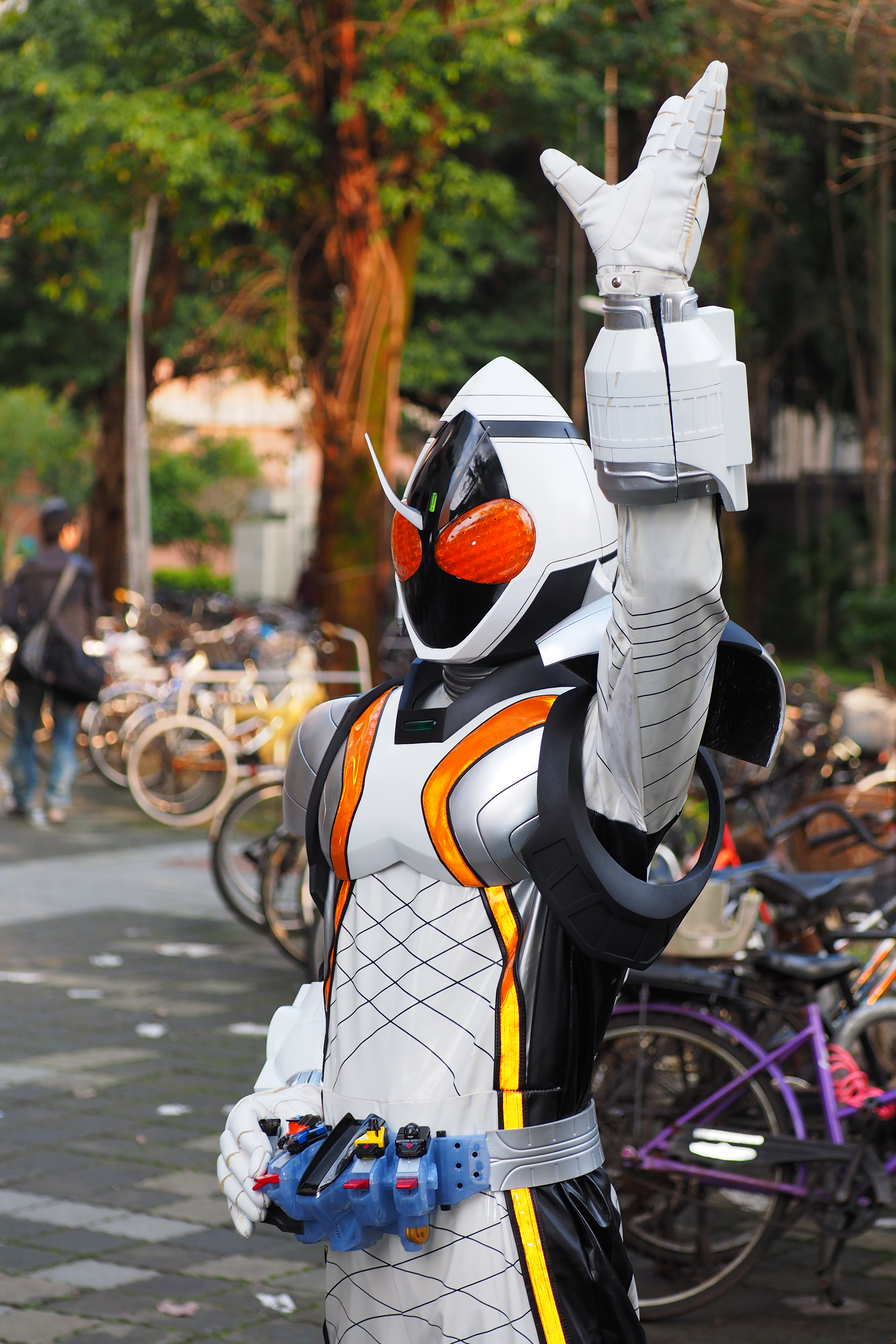
Kamen Rider Fourze, jeden z głównch bohaterów serialu

Sloganem promującym serial jest zdanie "Przełącz się na młodość, bo lecimy w kosmos!" (青春スイッチオンで宇宙キター！ Seishun suitchi on de uchū kitā!).

## Fabuła
W Liceum Amanogawa ma miejsce seria dziwnych zdarzeń. Sprawy komplikują się, kiedy do tej szkoły przenosi się Gentarō Kisaragi, drugoklasista mający charakter "złego chłopca". Mimo to Gentarō ma zamiar zaprzyjaźnić się z każdym uczniem w szkole na swój własny sposób. Przyciąga na swą stronę swą koleżankę z dzieciństwa- otaku na punkcie kosmosu Yūki Jōjimę, czirliderkę Miu Kazashiro, jej byłego chłopaka- futbolistę amerykańskiego Shuna Daimonjiego, Gotkę Tomoko Nozamę, światłego luzaka o ksywie JK oraz tajemniczego i niedostępnego Kengo Utahoshiego.
Kiedy w szkole pojawiają się potwory zwane Zodiartami, Kengo i Yūki mają zamiar użycia pewnego urządzenia- pasa zwanego Fourze Driverem, znalezionego rok wcześniej w bazie księżycowej zwanej "Króliczą Klatką". Przeszkadza im w tym Gentarō, co w konsekwencji czyni Kengo niezdolnym do obsługi Fourze Drivera. Gentarō postanawia ubrać pas i z pomocą Jōjimy przemienia się w Kamen Ridera Fourze i podejmuje walkę z Zodiartami. Wraz z poznanymi przyjaciółmi tworzy Klub Kamen Ridera, który wspiera go przeciwko Zodiartom. W bojach z potworami Fourze’owi pomaga Shun posiadający robota bojowego zwanego Powerdizerem, a w połowie serii dochodzi drugi Rider - Kamen Rider Meteor, będący tak naprawdę innym uczniem z wymiany- Ryūseiem Sakutą.

## Bohaterowie
- Gentarō Kisaragi/Kamen Rider Fourze (如月 弦太朗/仮面ライダーフォーゼ  Kisaragi Gentarō/Kamen Raidā Fōze)
- Kengo Utahoshi (歌星 賢吾 Utahoshi Kengo)
- Yūki Jōjima (城島 ユウキ Jōjima Yūki)
- Miu Kazashiro (風城 美羽 Kazashiro Miu)
- Shun Daimonji (大文字 隼 Daimonji Shun)
- Tomoko Nozama (野座間 友子 Nozama Tomoko)
- Kaizō "JK" Jingū (神宮 「JK」 海蔵 Jingū "Jeiku" Kaizō)
- Chūta Ōsugi (大杉 忠太 Ōsugi Chūta)
- Ryūsei Sakuta/Kamen Rider Meteor (朔田 流星/仮面ライダーメテオ  Sakuta Ryūsei/Kamen Raidā Meteo)

## Obsada
- Gentarō Kisaragi/Kamen Rider Fourze: Sōta Fukushi
- Yūki Jōjima: Fumika Shimizu
- Kengo Utahoshi: Ryūki Takahashi
- Shun Daimonji: Justin Tomimori
- Miu Kazashiro: Rikako Sakata
- JK: Shion Tsuchiya
- Tomoko Nozama: Shiho
- Sarina Sonoda: Yuka Konan
- Chūta Ōsugi: Takushi Tanaka
- Mitsuaki Gamō: Shingo Tsurumi
- Ryūsei Sakuta/Kamen Rider Meteor: Ryō Yoshizawa
- Kōhei Hayami: Kōsei Amano (także Sakuya Tachibana w Kamen Rider Blade)
- Natsuji Kijima: Soran Tamoto
- Kō Tatsugami: Kazutoshi Yokoyama
- Kuniteru Emoto: Hajime Yamazaki